# Belgrave Heights
Belgrave Heights ist ein Stadtteil im Südosten der australischen Metropole Melbourne, etwa 38 km von der Innenstadt entfernt. 2016 besaß er eine Einwohnerzahl von 1.360.
In Belgrave Heights gibt es die Birdland Reserve, einen Park mit artenreicher Flora und Fauna.

## Geschichte
In den 1930er Jahren begann die Besiedelung des Gebiets. 1938 wurde ein Postamt eröffnet. 
Am Aschermittwoch 1983 wurden bei einem verheerenden Buschfeuer viele Häuser in Belgrave Heights zerstört.